# Alatiel
Alatiel è la protagonista della settima novella della seconda giornata del Decameron di Boccaccio, in cui la regina è Filomena in cui si parla di avventure a lieto fine. A raccontare è Panfilo.

## Trama
La bellissima Alatiel, figlia di Beminedab sultano di Babilonia (nel Medioevo per Babilonia si intendeva l'Egitto, facendo riferimento alla fortezza di Babilonia), viene dal padre mandata in sposa al re del Garbo (l'attuale Marocco che qualche decennio prima della composizione del Decameron aveva un'estensione che raggiungeva la Libia). Nel viaggio per arrivare in Marocco, la nave di Alatiel fa naufragio. Qui hanno inizio le peripezie della protagonista che per i successivi quattro anni passa nelle mani di nove diversi uomini, peregrinando per i principali porti del Mediterraneo. Grazie a un vecchio servo che la riconosce per la via, riesce a tornare indenne a casa, e il padre credendola ancora vergine ("pulcella") la dà finalmente in sposa al re del Garbo.

## La rubrica
"Il soldano di Babilonia ne manda una sua figliuola a marito al re del Garbo, la quale per diversi accidenti in spazio di quattro anni alle mani di nove uomini perviene in diversi luoghi; ultimamente, restituita al padre per pulcella, ne va al re del Garbo, come prima faceva, per moglie." 
La rubrica è un piccolo riassunto della novella posto prima dell'inizio della stessa. Possiamo notare che qui si parte da una situazione di equilibrio e ordine che porta poi al disordine per far ritorno alla situazione iniziale. Lo schema sembra ricalcare quello dei dieci narratori che sono scappati da Firenze per la peste e una volta finita l'epidemia, torneranno alla loro abitudini. Ciò che muta rispetto all'inizio per Alatiel è un accresciuto bagaglio culturale.
Segre analizza la rubrica come un rovesciamento del romanzo alessandrino in cui si ottiene il seguente schema:
- premessa di matrimonio;
- traversie ritardatrici;
- attuazione del matrimonio.

Le traversie che Alatiel affronta per arrivare al lieto fine implicano che, invece della fedeltà, esse siano i continui accoppiamenti con i suoi amanti e che il matrimonio con il re del Garbo sia considerato un imbroglio. Il contrasto tra vicissitudini negative e le soluzioni erotiche con la consolazione della sventurata sono alla base della comicità di questa novella.
È questa una novella cruciale all'interno di tutta l'opera, poiché Boccaccio inizia ad esporre gradualmente la sua posizione filosofica che nell'Introduzione alla IV Giornata diverrà esplicita: il desiderio non è peccato, poiché la sessualità è "cosa naturale", fa parte dell'intrinseca realtà umana.
La struttura alessandrina classica, promessa di matrimonio-traversie ritardatrici-realizzazione del matrimonio non è rispettata.

## La struttura della novella
Boccaccio nella stesura di questa novella usa il sistema tripartitico classico composto tre momenti:
- l'inizio che costituisce una situazione d'ordine ed equilibrio (positivo);
- il corpo, all'interno del quale si svolgono tutte le peripezie della vicenda che rompono l'equilibrio iniziale (negativo);
- la conclusione in cui si ricompone l'ordine (positivo).

La divisione canonica del testo conduce all'idea di ciclicità, di fatto Alatiel torna al suo paese come se niente le fosse successo in giro per il mondo. Essa di classico non possiede solo questa caratteristica di ciclicità ma anche i temi greci del viaggio e dell'amore. Possiamo così dire che il viaggio di andata e ritorno è del tutto assimilabile con l'archetipo principale dell'Odissea.
Il ricongiungimento con la situazione iniziale è dato dal racconto che la giovane fa al padre una volta tornata a Babilonia grazie all'intervento casuale di Antigono che le suggerisce cosa dire. La storia di sesso viene trasformata nella narrazione di un viaggio edificante e quasi agiografico.
Il corpo della storia è dominato da un meccanismo triangolare il cui centro è la ragazza che non varia mai. I suoi contendenti si uccidono reciprocamente. Questo comportamento definisce la donna come oggetto di scambio. La transazione è, inizialmente, pacifica si fa poi sanguinosa per la maggior parte del racconto fino a tornare al punto di partenza con il nuovo dono del sultano di Babilonia al re del Garbo. Asor Rosa, nelle lezioni dell'anno accademico 1992/93 afferma che non c'è niente di drammatico in queste morti, cioè non c'è il pensiero che il maggior desiderio corrisponda al ricorso di ogni mezzo, compresa la violenza, per raggiungere il proprio obiettivo.  Per Vaghetti questo si vede anche nei nomi degli stessi: Marato viene gettato in mare da due marinai genovesi mentre Pericone era destinato a perire.
Lo stesso schema si ripete a livello psicologico. Infatti Alatiel ad ogni nuova seduzione prova un sentimento di sconforto, consolata dopo il rapporto sessuale, affronta un nuovo sconforto alla nuova seduzione. Alatiel per tutta la parte centrale rimane muta poiché non conosce la lingua dei suoi amanti. Riprende la parole soltanto con Antigono che segna la fine delle sue peripezie chiudendo il percorso circolare riprendendo il mito del nostos. Interessante a questo proposito il proverbio finale sulle fasi lunari "Bocca basciata non perde ventura, anzi rinnuova come fa la luna" che allude alla strategia verbale che ha per mezzo il ripristino della verginità.
Per Vaghetti siamo davanti al rovesciamento del mito di Amore e Psiche di Apuleio per cui in realtà non sono le donne ad agghindarsi per conquistare gli uomini, ma questi ultimi che si contendono le prime fino anche alla guerra, come quella scatenata dal rapimento di Elena.

## Alatiel
Alatiel è una nobil donna, dotata di una bellezza straordinaria che non cerca di aumentare con strani artifici come invece fanno le tante evidenziate nel preambolo da Panfilo. Lei si accontenta di quello che ha, di quello che la fortuna le concede. Così si comporta anche con i suoi amanti: non si lamenta ma non giace con loro perché le piaccia. Le continue consolazioni che derivano dalla fine di un'avventura amorosa identificano la felicità nel ritrovare un equilibrio ed una stabilità sociale. Nella parte finale prende coscienza di sé stessa e diventa artefice del suo destino diventando la narratrice della storia che la porterà alla reintegrazione nella società dalla quale sarebbe stata esclusa se avesse raccontato la verità.

Storie di Alatiel (Arrivo della Sposa)- Museo Correr.
Storie di Alatiel (Banchetto nuziale) - Museo Correr.

### La donna-oggetto
La struttura sociale cui si riferisce il racconto è la mercantile all'interno della quale domina la competizione. La novella non fa altro che descrivere una relazione mercantile a catena per cui il fatto che la ragazza compia nel suo viaggio tutte le principali tappe commerciali del Mediterraneo non fa altro che avallare questa tesi.
In definitiva la lettura sociologica parla di una società dedita al commercio dove vige la legge della violenza.
Partendo da questo presupposto possiamo vedere che Alatiel è presentata come una donna-oggetto. Essa sta al centro di un meccanismo triangolare dove si ripetono sempre le stesse sequenze. La donna viene vista dal pretendente che la fa sua amante per poi incorrere nella morte al momento che un altro pretendente si innamora di lei. Queste transazioni definiscono la donna come oggetto di scambio tra i maschi. Anche l'invio della figlia al re del Garbo da parte del padre è definibile come uno scambio commerciale tra i due reali: ciò che ha valore in lei è la sua verginità che la donna ripristina, infine, per andare in sposa in al re del Garbo.

### La verginità
Secondo i canoni del tempo la ragazza sarebbe dovuta arrivare vergine dal futuro marito, senza che le peripezie vissute potessero violare le sue virtù. Vediamo invece che Alatiel viene restituita al padre e poi al re come “pulcella”. Questa restituzione non è altro che il frutto di un abile gioco di essere e apparire. Tutta la novella si basa sull'inversione dello schema narrativo tradizionale della vergine arrivando a raccontare la storia di una falsa vergine che riesce a reintegrare le sue virtù evidentemente perdute. Il racconto di Antigono, falso e speculare a quello di Alatiel, permette il lieto fine e l'ilarità del lettore. Picone afferma che in questa novella è presente la volontà del personaggio di demistificare i valori cristiano-cortesi e di innalzare invece quelli moderni della cultura laico-borghese.

### La bellezza
La colpa di Alatiel è quindi di essere bella. L'ironia del narratore sta nel fatto che mentre gli uomini si uccidono per arrivare alla bellezza della donna, la donna sa approfittare delle sue sventure.
Almansi sostiene che Alatiel non è una donna, bensì un personaggio mitico, quasi divino per la sua bellezza sovrannaturale.  L'estraneità alle lingue europee dà risalto all'isolamento di Alatiel dovuto alla sua sovraumanità. La sopravvivenza di un amante banalizzerebbe la vicenda della sventurata riducendo l'alone di femme fatale che la circonda.

### Il silenzio
La differente lingua dei suoi rapitori relega Alatiel al silenzio. Ciò corrisponde ad una perdita di individualità che rende più facili i rapporti carnali. La perdita dell'identità è chiara anche al narratore che durante il racconto dei quattro anni passati lontana da casa non si riferisce a lei chiamandola per nome ma soltanto donna oppure gentil donna. Riesce a parlare solo con gli ultimi due amanti che conoscono la sua lingua. A questo punto si può dire che l'amore è ricambiato, c'è uno scambio affettivo. Alatiel però riacquista la sua identità soltanto al momento dell'incontro con Antigono.
Il silenzio, l'incomunicabilità acquista un altro significato se lo si legge nella prospettiva del mito di Amore e Psiche, infatti dietro alla figura di Alatiel, vi è quella di Psiche. Entrambe bellissime, entrambe "sventuratamente belle". Panfilo nella premessa teorica alla novella ammonisce le donne a non voler aumentare la loro bellezza, proprio come aveva fatto Psiche aprendo la scatola della bellezza. Il mutismo di Alatiel, il suo non comprendersi con i primi amanti, è da riferire all'iniziale incomprensione fra Psiche e Cupido, infatti i due amanti non si vedevano.
Si veda a tal proposito il lavoro di Lamberto Vaghetti su Boccaccio in Nuova Antologia.

## Antigono
Il servo è la chiave di svolta della novella. L'incontro con Antigono è diverso da quello con gli altri uomini, lui la fissa ma soltanto per scopi conoscitivi, non osserva la sua bellezza con il fine di possederla; lei, invece, spera di poter tornare a casa grazie ai suoi consigli.
Antigono le suggerisce la storia da raccontare al padre perché lei possa riprendere la vita che ha lasciato al tempo del naufragio.
Essa così fortifica la sua personalità abbattuta dalle precedenti vicissitudini. L'autocoscienza acquisita chiude la fase dell'educazione sentimentale e apre quella della formazione psicologica e culturale.

## Luoghi ricordati
Garbo: è l'attuale Marocco
isola di Maiolica: Majorca, la maggiore delle Baleari.
Romania: probabilmente è da intendersi sotto questa denominazione ogni territorio soggetto all'Imperatore di Bisanzio, che si definiva 'romano'.
Chiarenza: Clartentza (sito medievale dell'antica Killini), città-porto principale del principato d'Acaia, Peloponneso.
le Smirre: Smirne, sulla costa occidentale dell'Anatolia.
Rodi: isola nel Mar Egeo.
Baffa: Paphos, sulla costa occidentale di Cipro.
Aguamorta: Aiguesmortes, in Provenza.